# Mercedes-Benz X 167
Der Mercedes-Benz X 167 ist ein Sport Utility Vehicle (SUV) des deutschen Automobilherstellers Mercedes-Benz Group.

## Geschichte
Das Modell wurde im April 2019 auf der New York International Auto Show der Öffentlichkeit vorgestellt. Der X 167 ist die dritte Generation des GLS bzw. GL und technisch eng verwandt mit dem GLE (V 167). Gebaut wird der X 167 im US-amerikanischen Mercedes-Benz Werk Tuscaloosa.
Auf der LA Auto Show am 20. November 2019 präsentierte Mercedes-AMG den GLS 63. Einen Tag später wurde auf der Guangzhou Auto Show mit dem GLS 600 eine Variante von Mercedes-Maybach vorgestellt.
Eine überarbeitete Version der Baureihe wurde bei der Vorstellung am 4. April 2023 für den Herbst 2023 angekündigt.

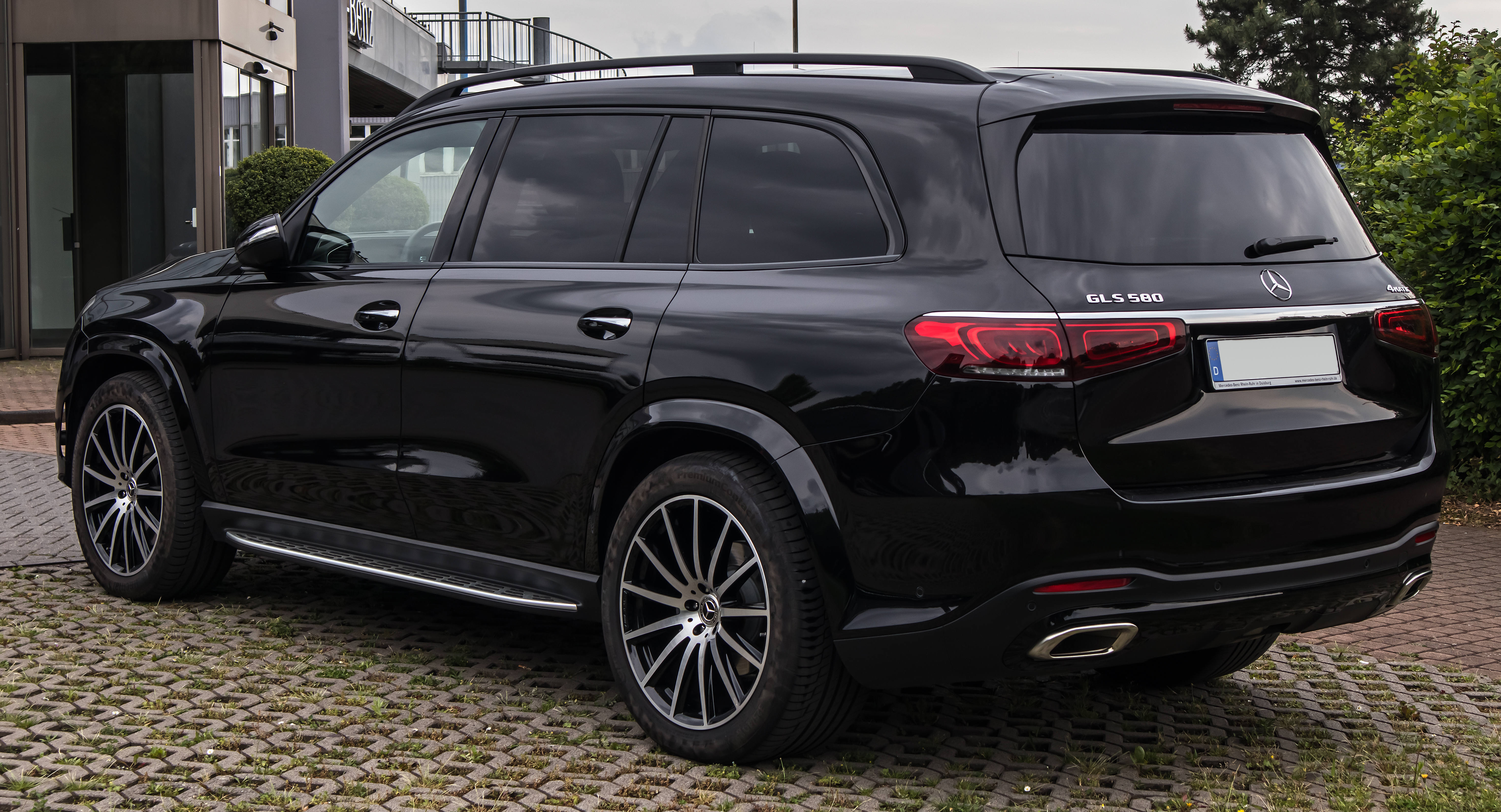
Heckansicht
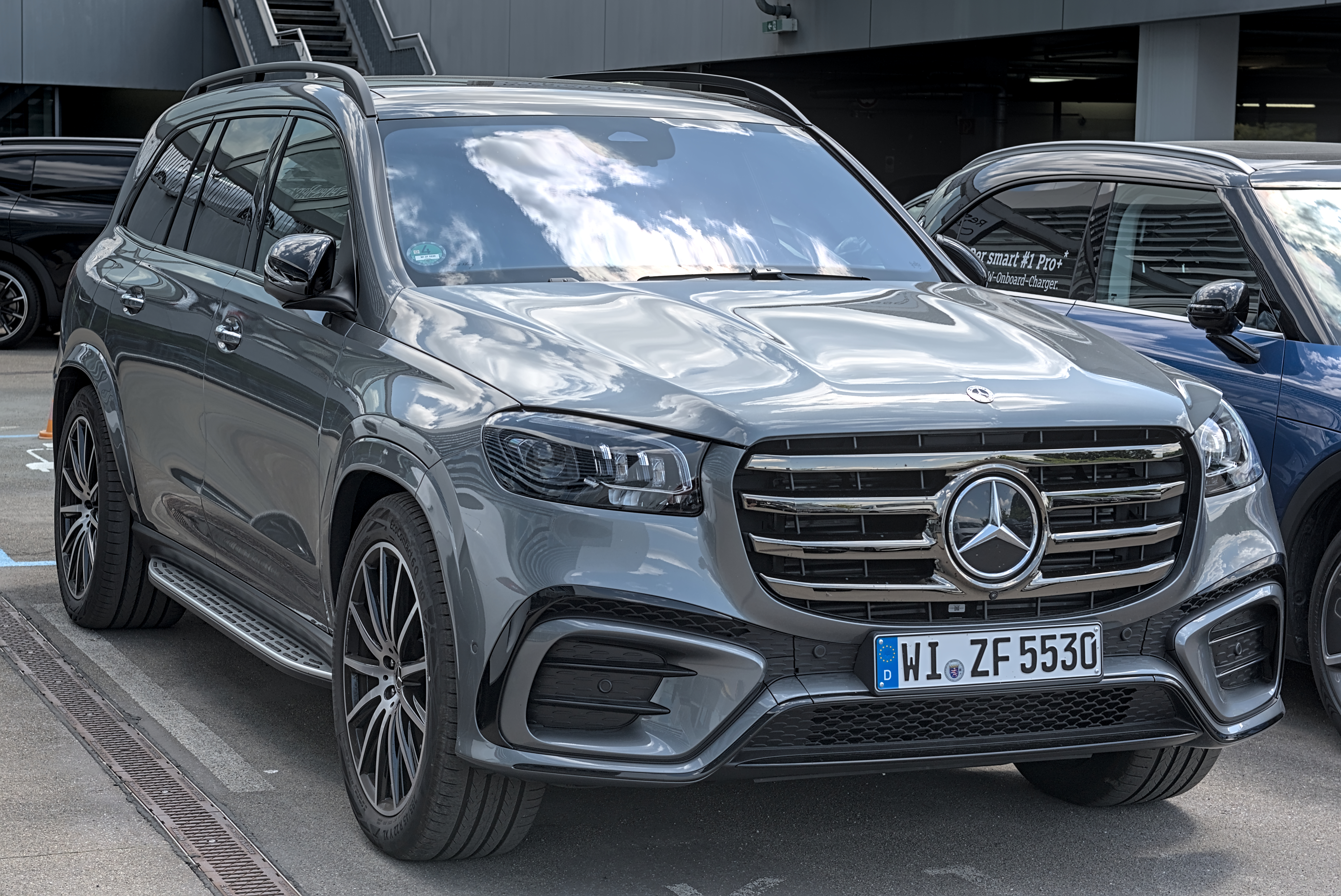
Mercedes-Benz GLS 450 d 4MATIC (seit 2023)
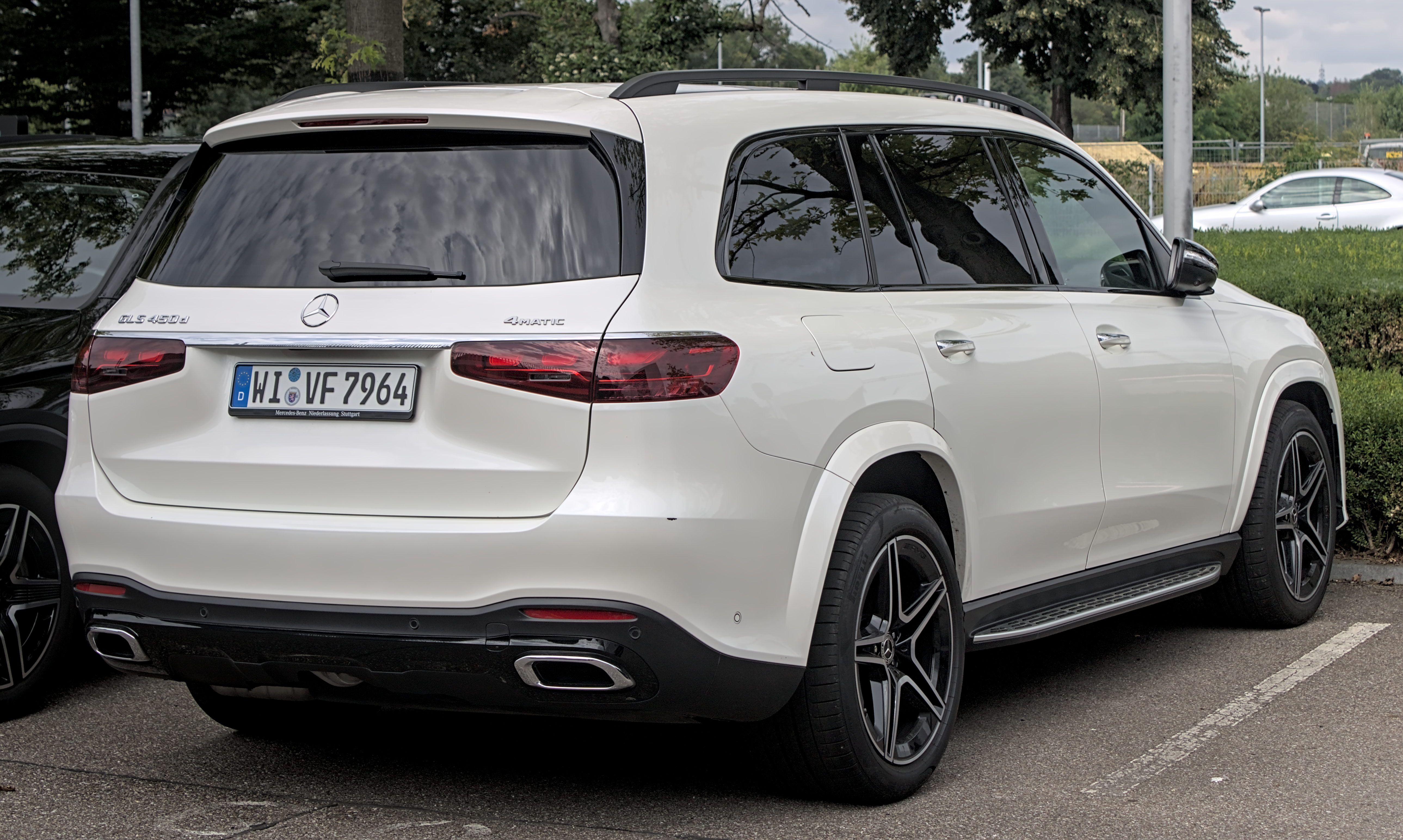
Heckansicht
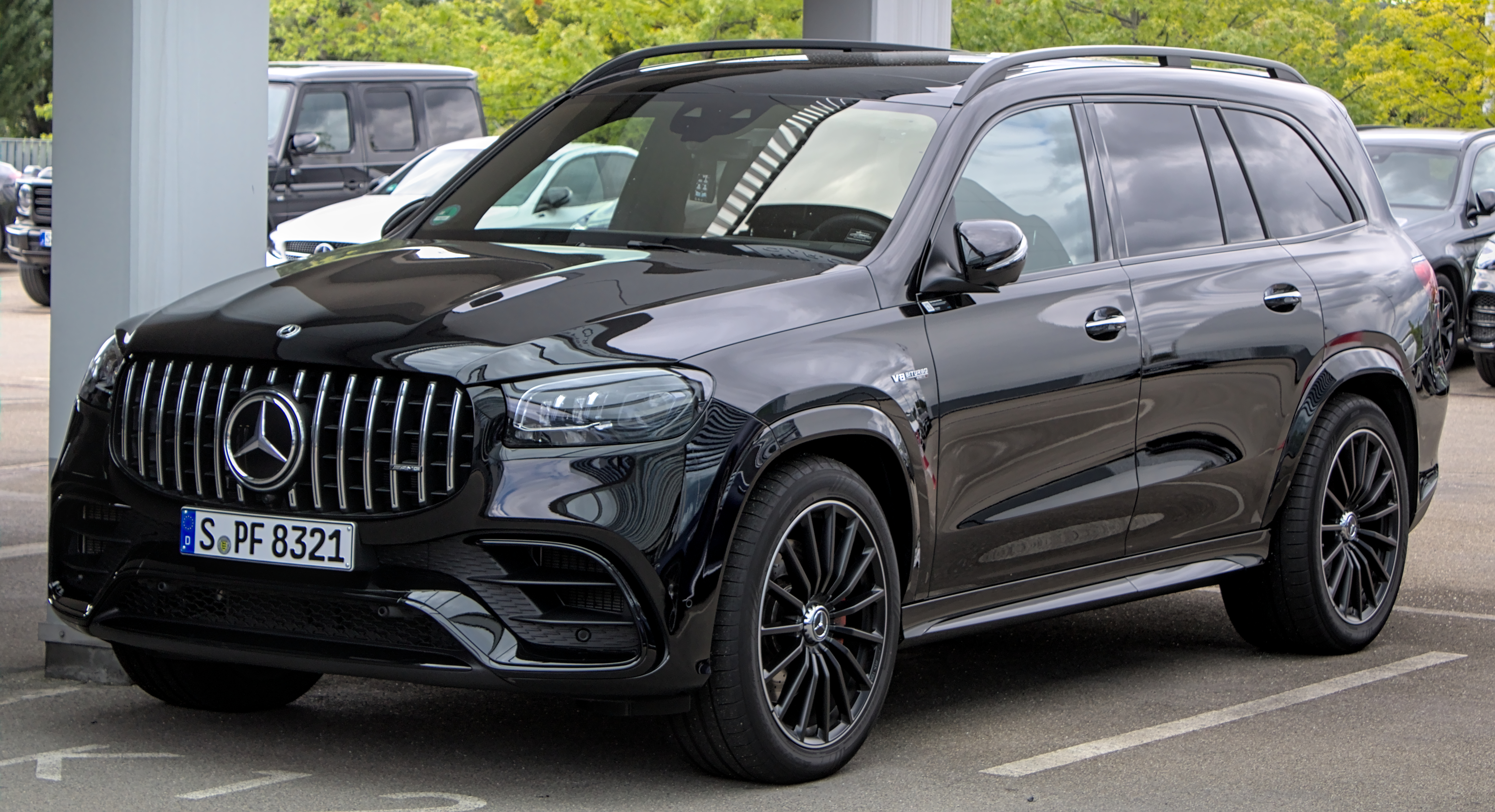
Mercedes-AMG GLS 63 4MATIC+ (2020–2023)
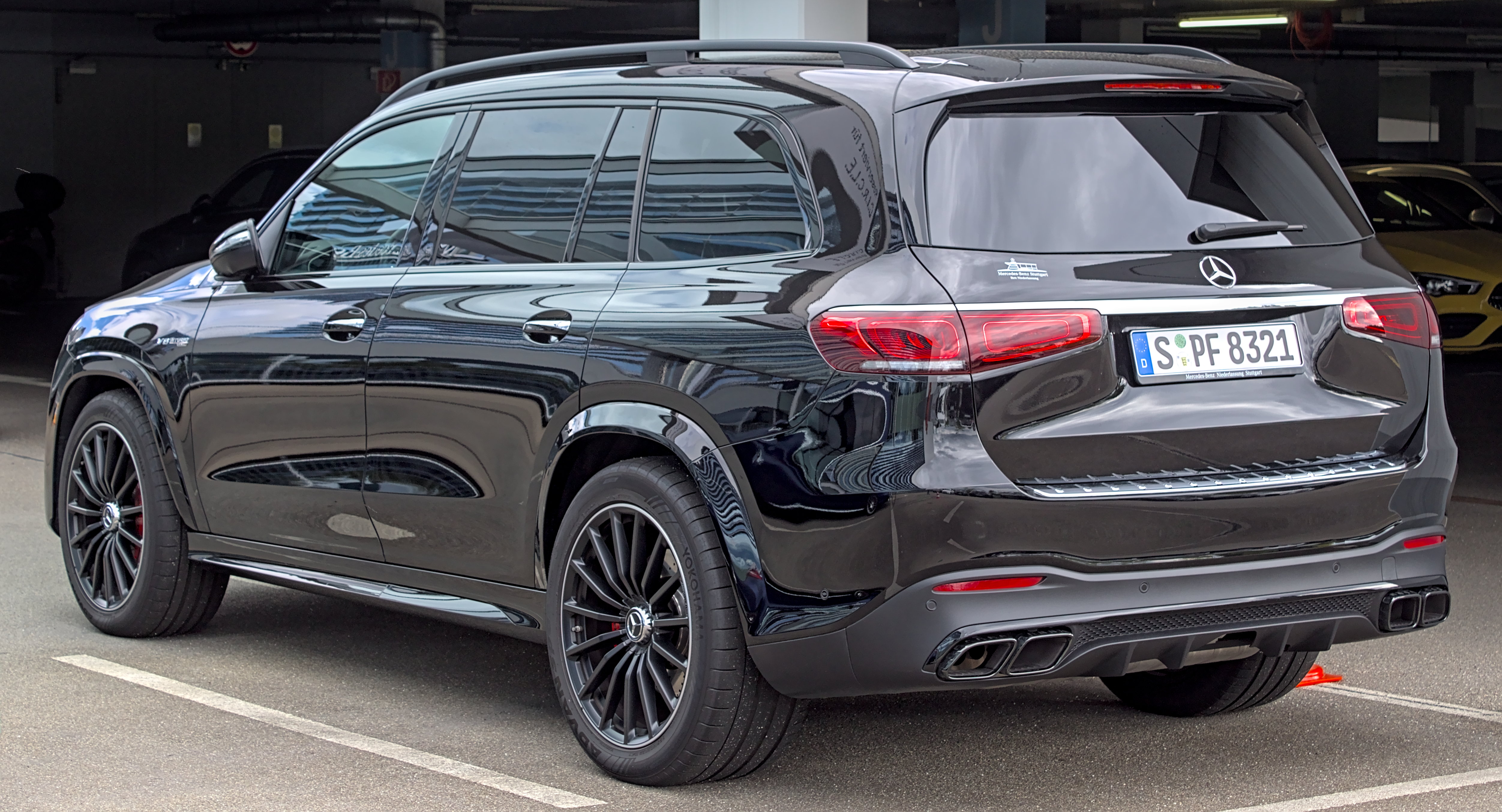
Heckansicht
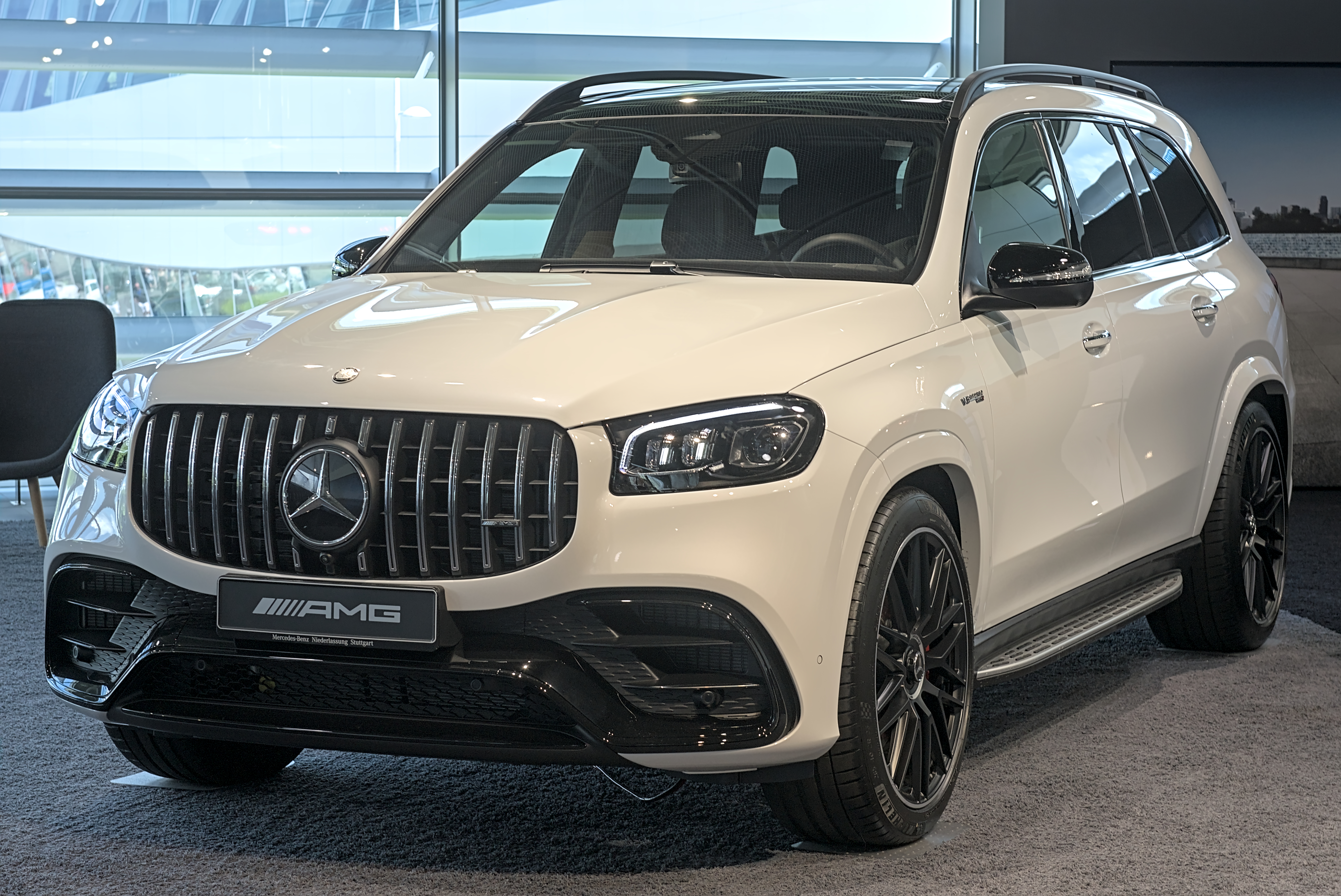
Mercedes-AMG GLS 63 4MATIC+ (seit 2023)
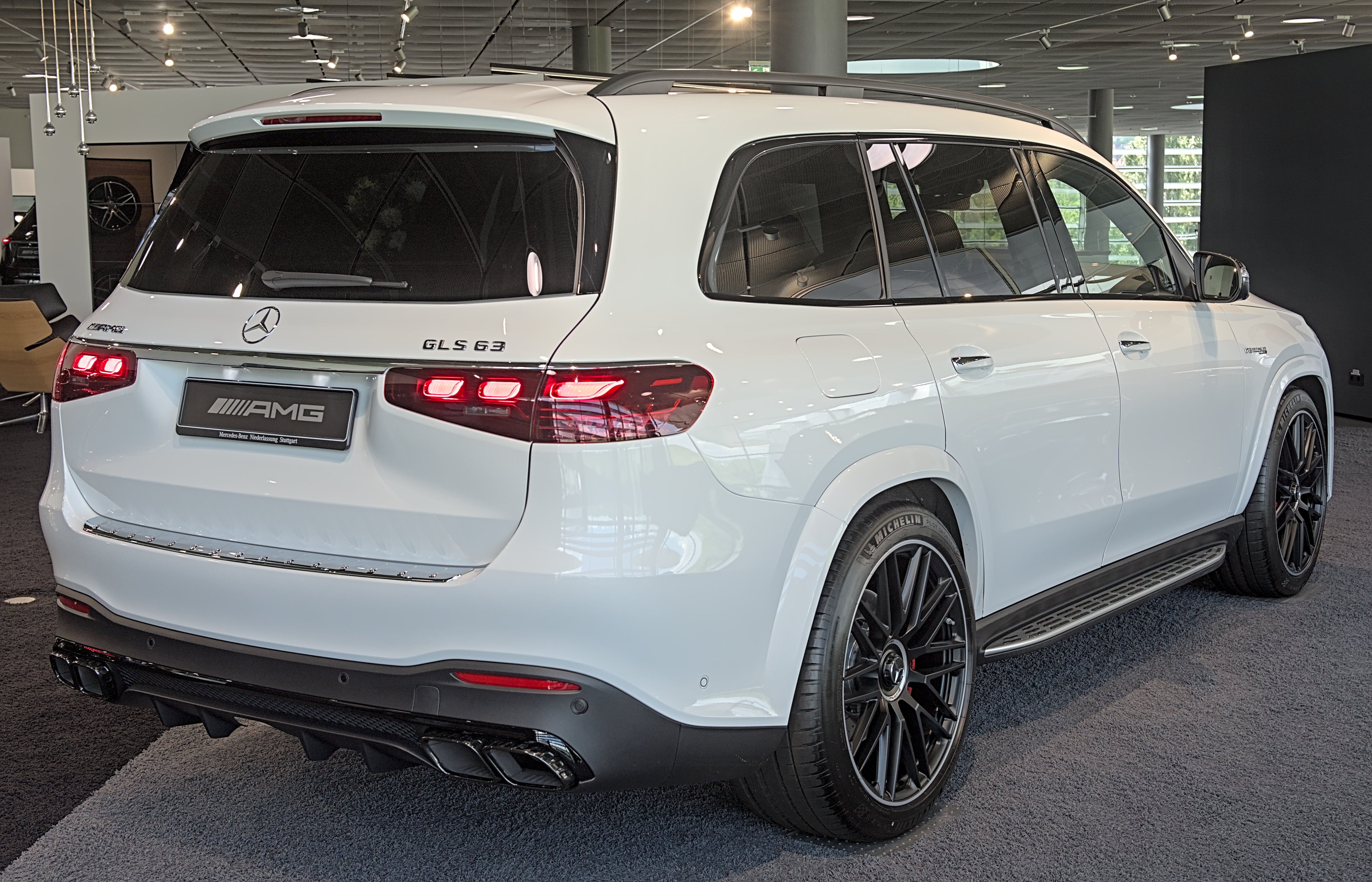
Heckansicht
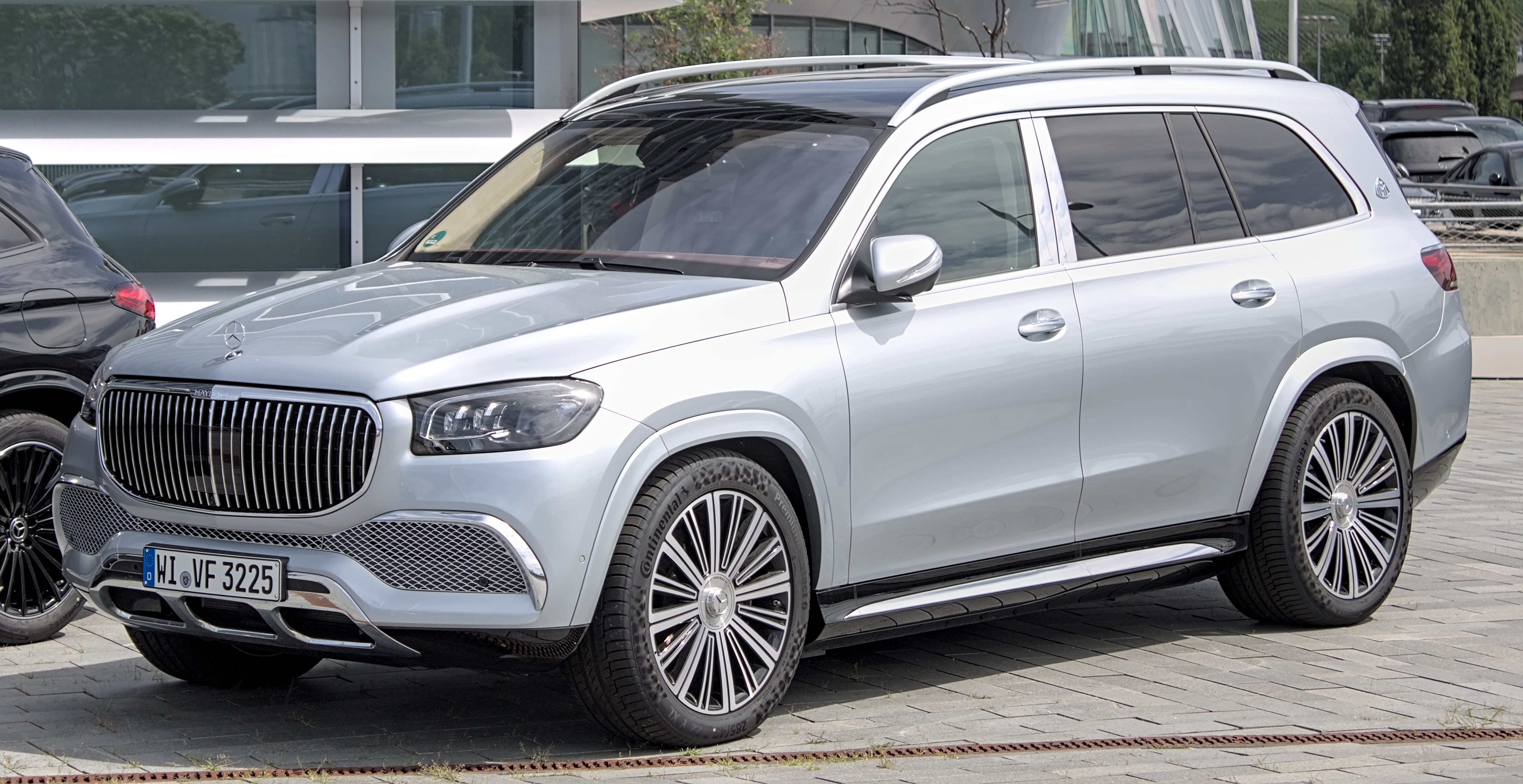
Mercedes-Maybach GLS 600 4MATIC (2020–2023)
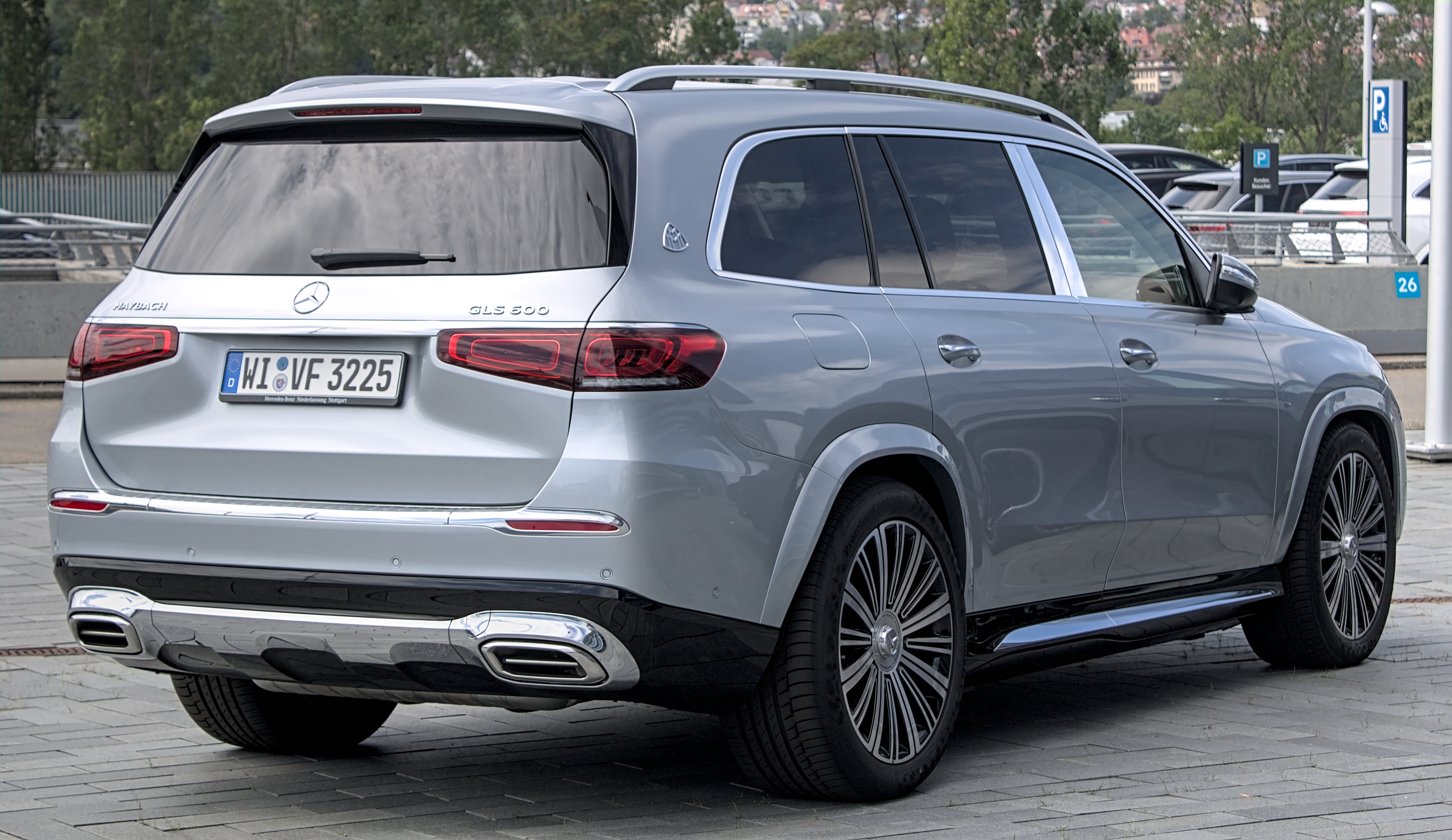
Heckansicht
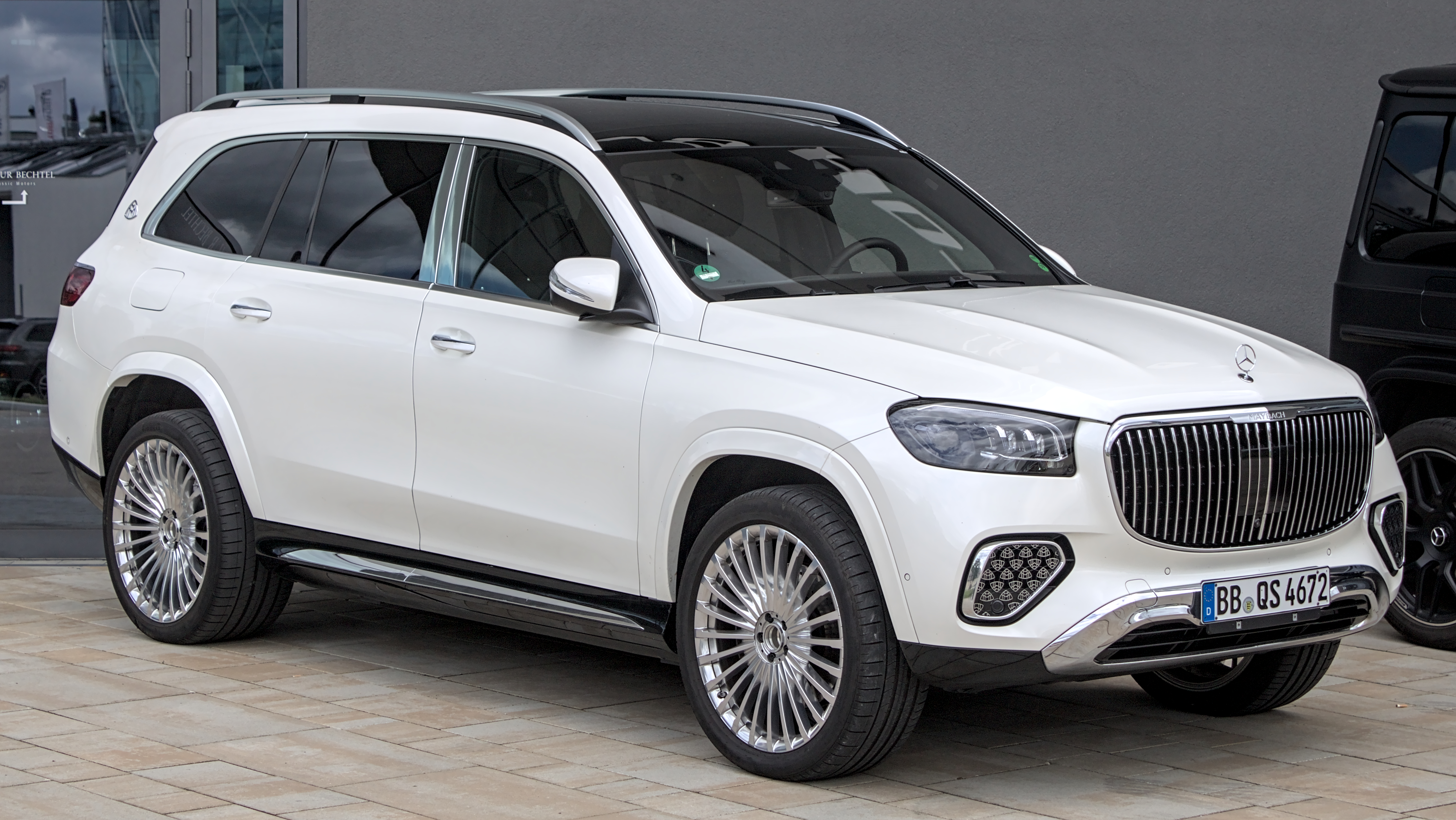
Mercedes-Maybach GLS 600 4MATIC (seit 2023)
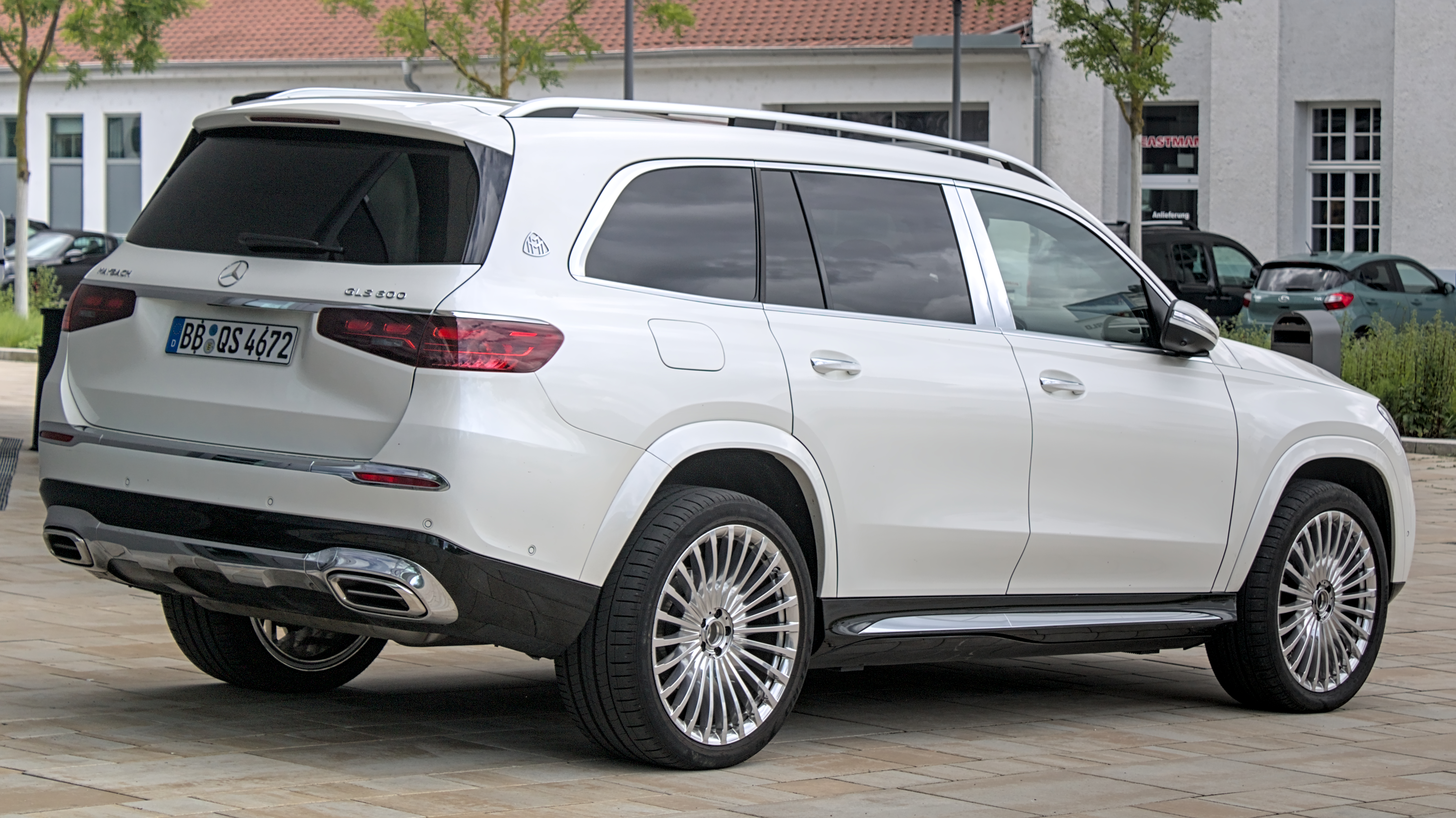
Heckansicht

## Technische Daten
Zum Marktstart wurde der Mercedes-Benz X 167 mit jeweils zwei Otto- und Dieselmotoren angeboten. Die Mitte 2020 eingeführte Variante GLS 450 4MATIC verwendet den aus der S- und CLS-Klasse bekannten 3,0-Liter-R6-Ottomotor mit integriertem Startergenerator (M 256). Erstmals steht bei Mercedes-Benz mit dem GLS 580 4MATIC ein V8-Ottomotor als Mildhybrid zur Verfügung. Der R6-Dieselmotor wird in den vom GLE (V 167) bekannten zwei Leistungsstufen als GLS 350 d 4MATIC bzw. GLS 400 d 4MATIC angeboten. Einzig die Leistung des 350 d differiert leicht (+10 kW bzw. 14 PS) von der gleichnamigen Motorisierung im GLE. Mit der Modellpflege im Frühjahr 2023 erhielten alle Motorisierungen ein 48-Volt-Bordnetz.
| Kenngrößen                                  | GLS 450 4MATIC                                    | GLS 450 4MATIC                                    | GLS 580 4MATIC                               | GLS 580 4MATIC                               | Maybach GLS 600 4MATIC                            | Maybach GLS 600 4MATIC                            | AMG GLS 63 4MATIC+                                | AMG GLS 63 4MATIC+                                | GLS 350 d 4MATIC                  | GLS 350 d 4MATIC                                  | GLS 400 d 4MATIC                  | GLS 450 d 4MATIC                             |
| Bauzeitraum                                 | 06/2020–09/2023                                   | seit 09/2023                                      | 11/2019–09/2023                              | seit 09/2023                                 | 07/2020–09/2023                                   | seit 09/2023                                      | 03/2020–09/2023                                   | seit 09/2023                                      | 10/2019–09/2023                   | seit 09/2023                                      | 10/2019–09/2023                   | seit 09/2023                                 |
| Motorkenndaten                              |                                                   |                                                   |                                              |                                              |                                                   |                                                   |                                                   |                                                   |                                   |                                                   |                                   |                                              |
| Motorbezeichnung *                          | M 256 DEH LA G R                                  | M 256 DEH LA G R                                  | M 176                                        | M 177 DE 40 AL                               | M 177 DE 40 AL                                    | M 177 DE 40 AL                                    | M 177 DE 40 AL                                    | M 177 DE 40 AL                                    | OM 656 D 29 R SCR                 | OM 656 D 30 R M                                   | OM 656 D 29 R SCR                 | OM 656 D 30 M                                |
| Motortyp                                    | R6-Ottomotor + Elektromotor                       | R6-Ottomotor + Elektromotor                       | V8-Ottomotor + Elektromotor                  | V8-Ottomotor + Elektromotor                  | V8-Ottomotor + Elektromotor                       | V8-Ottomotor + Elektromotor                       | V8-Ottomotor + Elektromotor                       | V8-Ottomotor + Elektromotor                       | R6-Dieselmotor                    | R6-Dieselmotor                                    | R6-Dieselmotor                    | R6-Dieselmotor                               |
| Gemischaufbereitung                         | Direkteinspritzung                                | Direkteinspritzung                                | Direkteinspritzung                           | Direkteinspritzung                           | Direkteinspritzung                                | Direkteinspritzung                                | Direkteinspritzung                                | Direkteinspritzung                                | Common-Rail-Direkteinspritzung    | Common-Rail-Direkteinspritzung                    | Common-Rail-Direkteinspritzung    | Common-Rail-Direkteinspritzung               |
| Motoraufladung                              | Turbolader                                        | Turbolader                                        | Biturbo                                      | Biturbo                                      | Biturbo                                           | Biturbo                                           | Biturbo                                           | Biturbo                                           | Biturbo + Elektrische Turbolader  | Biturbo + Elektrische Turbolader                  | Biturbo + Elektrische Turbolader  | Biturbo + Elektrische Turbolader             |
| Hubraum                                     | 2999 cm³                                          | 2999 cm³                                          | 3982 cm³                                     | 3982 cm³                                     | 3982 cm³                                          | 3982 cm³                                          | 3982 cm³                                          | 3982 cm³                                          | 2925 cm³                          | 2989 cm³                                          | 2925 cm³                          | 2989 cm³                                     |
| max. Leistung                               | 270 kW + 16 kW (367 PS + 22 PS) bei 5500–6100/min | 280 kW + 15 kW (381 PS + 20 PS) bei 5800–6100/min | 360 kW + 16 kW (489 PS + 22 PS) bei 5500/min | 380 kW + 16 kW (517 PS + 22 PS) bei 5500/min | 410 kW + 16 kW (557 PS + 22 PS) bei 6000–6500/min | 410 kW + 16 kW (557 PS + 22 PS) bei 6000–6500/min | 450 kW + 16 kW (612 PS + 22 PS) bei 5750–6500/min | 450 kW + 16 kW (612 PS + 22 PS) bei 5750–6500/min | 210 kW (286 PS) bei 3400–4600/min | 230 kW + 15 kW (313 PS + 20 PS) bei 3600–4800/min | 243 kW (330 PS) bei 3600–4200/min | 270 kW + 15 kW (367 PS + 20 PS) bei 4000/min |
| max. Drehmoment                             | 500 Nm + 250 Nm bei 1600–4500/min                 | 500 Nm + 200 Nm bei 1800–5000/min                 | 700 Nm + 250 Nm bei 2000–4000/min            | 730 Nm + 250 Nm bei 2250–4500/min            | 730 Nm + 250 Nm bei 2500–5000/min                 | 730 Nm + 250 Nm bei 2500–5000/min                 | 850 Nm + 250 Nm bei 2250–4500/min                 | 850 Nm + 250 Nm bei 2500–4500/min                 | 600 Nm bei 1200–3200/min          | 650 Nm + 200 Nm bei 1350–3200/min                 | 700 Nm bei 1200–3200/min          | 750 Nm + 200 Nm bei 1350–2800/min            |
| Kraftübertragung                            |                                                   |                                                   |                                              |                                              |                                                   |                                                   |                                                   |                                                   |                                   |                                                   |                                   |                                              |
| Antrieb, serienmäßig                        | Allradantrieb                                     | Allradantrieb                                     | Allradantrieb                                | Allradantrieb                                | Allradantrieb                                     | Allradantrieb                                     | Allradantrieb                                     | Allradantrieb                                     | Allradantrieb                     | Allradantrieb                                     | Allradantrieb                     | Allradantrieb                                |
| Getriebe, serienmäßig                       | Neunstufen-Automatik (9G-Tronic)                  | Neunstufen-Automatik (9G-Tronic)                  | Neunstufen-Automatik (9G-Tronic)             | Neunstufen-Automatik (9G-Tronic)             | Neunstufen-Automatik (9G-Tronic)                  | Neunstufen-Automatik (9G-Tronic)                  | AMG SPEEDSHIFT TCT 9G                             | AMG SPEEDSHIFT TCT 9G                             | Neunstufen-Automatik (9G-Tronic)  | Neunstufen-Automatik (9G-Tronic)                  | Neunstufen-Automatik (9G-Tronic)  | Neunstufen-Automatik (9G-Tronic)             |
| Messwerte                                   |                                                   |                                                   |                                              |                                              |                                                   |                                                   |                                                   |                                                   |                                   |                                                   |                                   |                                              |
| Höchstgeschwindigkeit                       | 246 km/h                                          | 250 km/h **                                       | 250 km/h **                                  | 250 km/h **                                  | 250 km/h **                                       | 250 km/h **                                       | 250 km/h ** [280 km/h **] (1)                     | 280 km/h **                                       | 227 km/h                          | 238 km/h                                          | 238 km/h                          | 250 km/h **                                  |
| Beschleunigung, 0–100 km/h                  | 6,2 s                                             | 6,1 s                                             | 5,3 s                                        | 4,9 s                                        | 4,9 s                                             | 4,9 s                                             | 4,2 s                                             | 4,2 s                                             | 7,0 s                             | 6,7 s                                             | 6,3 s                             | 6,1 s                                        |
| Kraftstoffverbrauch auf 100 km (kombiniert) | 9,0–9,3 l Super                                   | 10,2–11,7 l Super                                 | 9,8–10,0 l Super                             | 13,4–14,1 l Super                            | 12,0 l Super                                      | 13,8–14,1 l Super                                 | 11,9–12,0 l Super                                 | 12,8–13,2 l Super                                 | 7,1–8,1 l Diesel                  | 8,0–9,1 l Diesel                                  | 7,1–8,1 l Diesel                  | 8,0–9,1 l Diesel                             |
| CO2-Emission (kombiniert)                   | 206–212 g/km                                      | 232–266 g/km                                      | 223–229 g/km                                 | 305–321 g/km                                 | 275 g/km                                          | 314–320 g/km                                      | 273 g/km                                          | 289–298 g/km                                      | 187–212 g/km                      | 210–240 g/km                                      | 187–213 g/km                      | 210–240 g/km                                 |
| Abgasnorm nach EU-Klassifikation            | Euro 6d                                           | Euro 6d (seit 05/2024: Euro 6e)                   | Euro 6d                                      | Euro 6d (seit 05/2024: Euro 6e)              | Euro 6d                                           | Euro 6d (seit 02/2024: Euro 6e)                   | Euro 6d                                           | Euro 6d (seit 02/2024: Euro 6e)                   | Euro 6d                           | Euro 6d (seit 05/2024: Euro 6e)                   | Euro 6d                           | Euro 6d (seit 05/2024: Euro 6e)              |

* Die Motorbezeichnung ist wie folgt verschlüsselt:
M = Motor (Otto), OM = Ölmotor (Diesel), Baureihe = 3-stellig, Hubraum = Deziliter (gerundet), D bzw. DE = Direkteinspritzung, H = Homogen, L = Ladeluftkühlung, A = Abgasturbolader, AL = wie L und A, G = boostfähiger Starter-Generator, R = leistungsreduziert, M = Mildhybrid, SCR = Art der Abgasnachbehandlung
** Elektronisch abgeregelt

## Trivia
Einer der Benutzer eines solchen Fahrzeugs ist der nordkoreanische Diktator Kim Jong-un, obschon ein solches Fahrzeug wegen des UN-Embargos nie hätte nach Nordkorea gelangen dürfen.